# 石延年

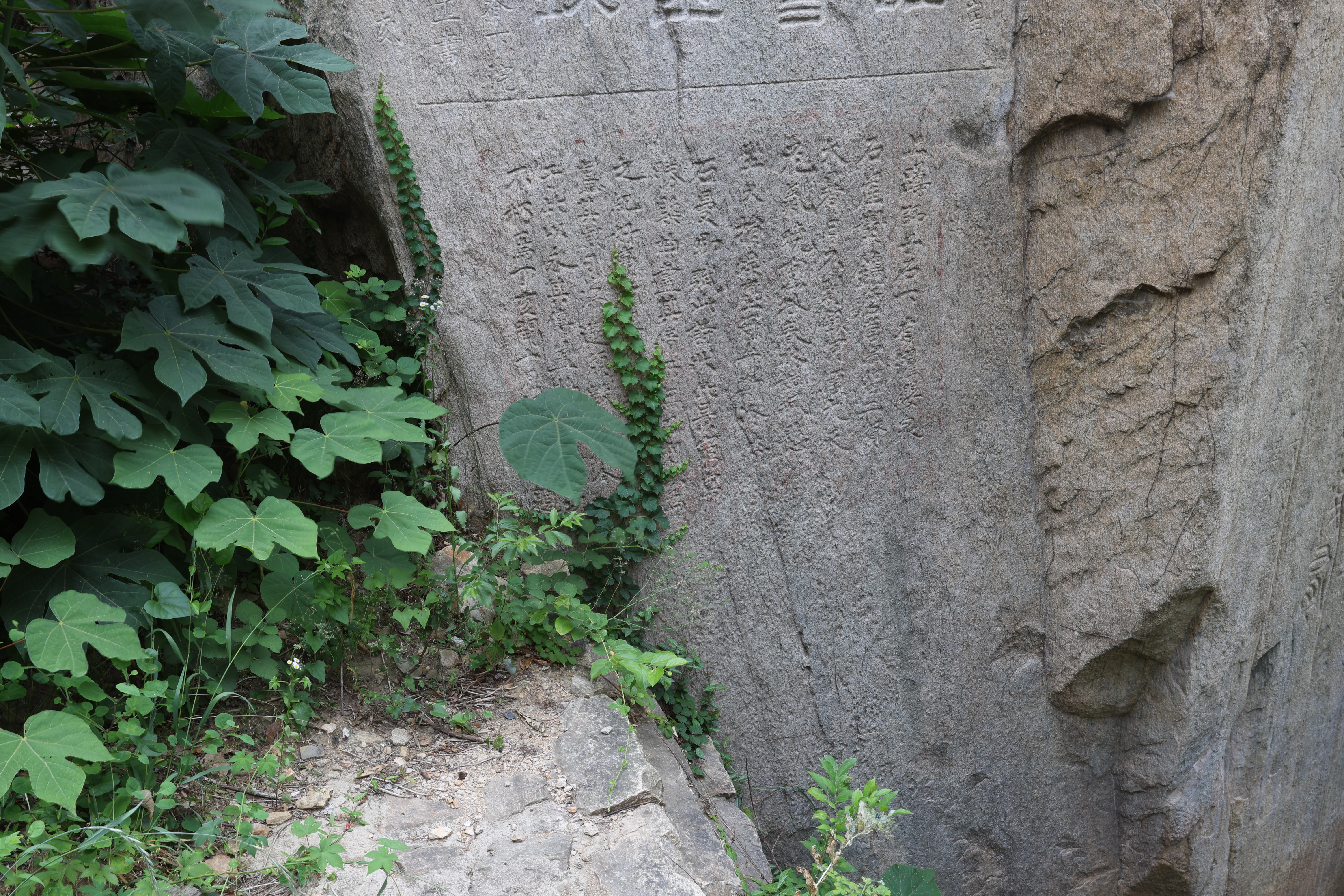
大觀丁亥（1107），後人譚亨甫將石曼卿所作詩鐫刻在海州鬰林觀的崖壁上，詩云：“上蹲狮子石，下有濯缨泉。石崖对镌磨，唐宋留二贤。大暑日不到，银河倾九天。花气晓熏谷，春水如佩悬。坐久捐尘埃，冠弁斯泠然。”

石延年（994年—1041年），字曼卿，宋代的文學家和書法家。
先世幽州（今河北省涿縣）人，後遷宋州宋城（今河南省商丘市）。不拘禮法，不慕名利。屢試不中，宋真宗時，因為三舉進士不中，最後補三班奉職（从九品下，俸钱七百文）。歷官知金乡县，累遷大理寺丞。好飲酒，有時披頭散髮，雙手要帶著枷鎖，稱“囚飲”；有時爬到樹上去飲，曰“巢飲”；有时用稻麥桿束身，伸出头来与人对饮，称作“鳖饮”；有時和朋友摸黑饮酒，稱作“鬼饮”。在海州任通判时，與劉潛曾在王氏酒楼喝酒，从早饮到晚，不发一言，隔日，京城传出昨日王氏酒楼有二神仙来饮酒。和杜默、歐陽修合稱“三豪”。石曼卿舉止放蕩，善為談諧，一日乘马游览报宁寺，不慎坠马落地，侍从连忙把他搀起来扶上马鞍。石曼卿对侍从说：“幸亏我是石学士，如果是瓦学士的话，岂不早被摔碎了？”迁太子中允、秘阁校理。宋仁宗康定二年（1041年）二月四日卒于京师，年四十八歲。石延年死後二十六年，其友欧阳修作《祭石曼卿文》。《宋史》评：“延年虽酣放，若不可撄以世务，然与人论天下事，是非无不当。”

## 延伸阅读
[在维基数据编辑]
 《宋史·卷442》，出自脱脱《宋史》